# RJ Allen
Robert James « R. J. » Allen est un joueur américain de soccer né le 17 avril 1990 à Old Bridge dans le New Jersey. Il joue au poste de défenseur.